# أشياء يمكن أن تقولها فقط من خلال النظر في وجهها
أشياء يمكن أن تقولها فقط من خلال النظر في وجهها هو فيلم من نوع رومانسية ودراما أُصدر في 17 أبريل 2003. الفيلم من توزيع يونايتد آرتيست، وهو من إخراج وسيناريو رودريغو غارسيا.

## طاقم التمثيل
- هولي هنتر
- نوح فليش
- مات كرافن
- روما مافيا
- فاليريا غولينو
- إيمي برينمان
- كاثي بيكر
- كاليستا فلوكهارت
- ميكا بورم
- جريجوري هاينز
- غلين كلوز
- كاميرون دياز
- إيرك كينج
- ميغيل ساندوفال

## الإنتاج
موسيقى الفيلم التصويرية كانت من تأليف Edward Shearmur ‏.

## وصلات خارجية
- أشياء يمكن أن تقولها فقط من خلال النظر في وجهها على موقع IMDb (الإنجليزية)
- أشياء يمكن أن تقولها فقط من خلال النظر في وجهها على موقع روتن توميتوز (الإنجليزية)
- أشياء يمكن أن تقولها فقط من خلال النظر في وجهها على موقع نتفليكس (الإنجليزية)
- أشياء يمكن أن تقولها فقط من خلال النظر في وجهها على موقع قاعدة بيانات الأفلام العربية
- أشياء يمكن أن تقولها فقط من خلال النظر في وجهها على موقع ألو سيني (الفرنسية)
- أشياء يمكن أن تقولها فقط من خلال النظر في وجهها على موقع Turner Classic Movies (الإنجليزية)
- أشياء يمكن أن تقولها فقط من خلال النظر في وجهها على موقع أول موفي (الإنجليزية)
- أشياء يمكن أن تقولها فقط من خلال النظر في وجهها على موقع فيلمافينيتي (الإسبانية)
- أشياء يمكن أن تقولها فقط من خلال النظر في وجهها على موقع قاعدة بيانات الفيلم (الإنجليزية)
- أشياء يمكن أن تقولها فقط من خلال النظر في وجهها على موقع ليتربوكسد (الإنجليزية)